# 리살 공원

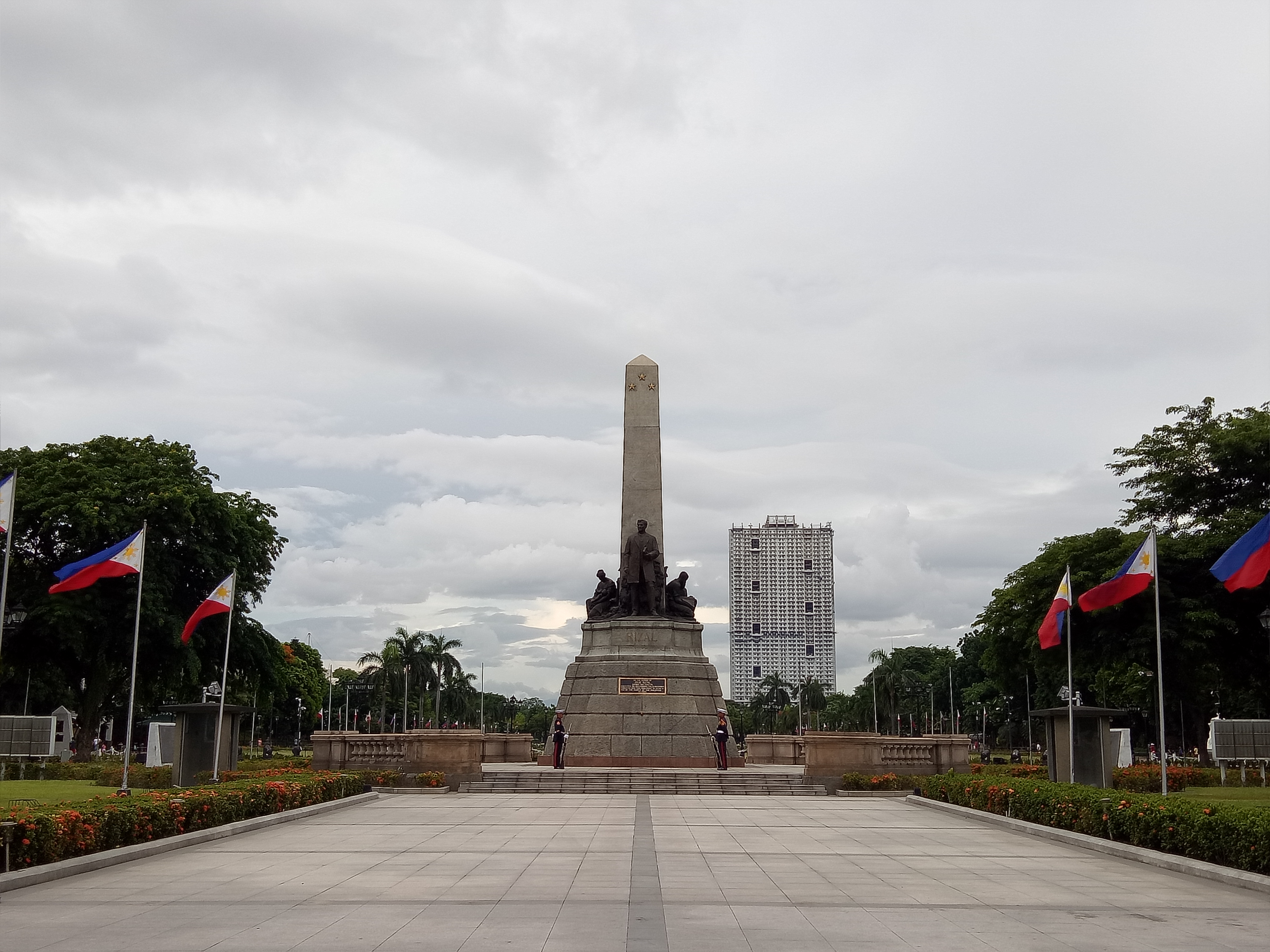

리살 공원(Rizal Park, Liwasang Rizal)은 필리핀의 역사적 도시 공원이다.
마닐라 시내에 위치한 공원으로 필리핀 독립운동의 아버지 호세 리살의 동상이 있다. 화려한 꽃들과 지구를 본뜬 분수대가 있어서 관광객들에게는 필리핀의 문화를 쉽게 전달해주는 곳이다.